# Playwrights Horizons
Playwrights Horizons — некоммерческий внебродвейский театр, располагающийся в Нью-Йорке. Театр занимаюется поддержкой молодых американских драматургов и композиторов и осуществляет постановки по их произведениям.
Вместе с художественным руководителем Тимом Сэнфордом и директором Лесли Маркусом театр не только поощряет работы именитых писателей, но и занимается воспитанием новых кадров. Молодые таланты поддерживаются на всём этапе их творческого развития.
Театр был основан Робертом Моссом в 1971 году в Центре Кларка. После переезда на 42 улицу он сыграл важную роль в становлении Театрального Квартала.
С 1981 по 1991 годы театром руководил Андрэ Бишоп, затем до 1995 года пост художественного руководителя возглавлял Дон Скардино.
На базе Playwrights Horizons располагается Театральная Школа, которая является филиалом знаменитой Нью-Йоркской Школы Искусств Tisch. Театр также входит в систему Ticket Central, крупнейшую сеть распространителей билетов на постановки внебродвейских театров.
За 39 лет существования Playwrights Horizons сотрудничал более чем с 375 драматургами. Театр является обладателем множества премий и наград. В 2005 году театр стал одним из обладателей гранта в 20 млн. долларов от корпорации Карнеги, который стал возможным благодаря мэру Нью-Йорка Майклу Блумбергу.